# Buena Vista, Honey
Buena Vista är en ort i Mexiko.   Den ligger i kommunen Honey och delstaten Puebla, i den sydöstra delen av landet, 130 km nordost om huvudstaden Mexico City. Buena Vista ligger 2 198 meter över havet och antalet invånare är 316.
Terrängen runt Buena Vista är varierad. Runt Buena Vista är det tätbefolkat, med 530 invånare per kvadratkilometer. Närmaste större samhälle är San Bartolo Tutotepec, 17,4 km norr om Buena Vista. Omgivningarna runt Buena Vista är en mosaik av jordbruksmark och naturlig växtlighet.